# توشیمی کیکوچی
توشیمی کیکوچی (انگلیسی: Toshimi Kikuchi؛ زادهٔ ۱۷ ژوئن ۱۹۷۳) بازیکن فوتبال اهل ژاپن است.
از باشگاه‌هایی که در آن بازی کرده‌است می‌توان به باشگاه فوتبال توکیو وردی، باشگاه فوتبال گامبا اوساکا، باشگاه فوتبال سانفریس هیروشیما، و باشگاه فوتبال گامبا اوساکا اشاره کرد.